# Persone di nome Filip
| Questa pagina contiene informazioni ricavate automaticamente dalle voci biografiche con l'ausilio del template Bio e di un bot. L'aggiornamento è periodico e automatico e ricostruisce completamente la pagina. Se manca una persona in questa lista, sei pregato di non aggiungerla, ma accertati piuttosto che la sua voce biografica contenga il template Bio e che i dati anagrafici siano correttamente compilati. Se il template Bio manca, inseriscilo tu stesso o, in alternativa, metti l'avviso {{tmp\|Bio}} che ne segnala la mancanza. Se i dati riportati sono sbagliati, correggi direttamente la voce biografica; le modifiche saranno visibili in questa lista entro pochi giorni. Per chiarimenti vedi il progetto antroponimi. La lista contiene solo le 205 persone che sono citate nell'enciclopedia e per le quali è stato implementato correttamente il template Bio. Pagina aggiornata al 22 lug 2025. |

Questa è una lista di persone presenti nell'enciclopedia che hanno il nome Filip, suddivise per attività principale.

## Allenatori di calcio(3)
- Filip Lukšík, allenatore di calcio e calciatore slovacco (Banská Bystrica, n. 1985)
- Filip Stojanović, allenatore di calcio e ex calciatore serbo (Belgrado, n. 1988)
- Filip Tapalović, allenatore di calcio e ex calciatore croato (Gelsenkirchen, n. 1976)

## Astronomi(1)
- Filip Filipov Fratev, astronomo bulgaro (Sofia, n. 1974)

## Attori(2)
- Filip Berg, attore svedese (Danderyd, n. 1986)
- Filip Šovagović, attore e poeta croato (Zagabria, n. 1966)

## Baritoni(1)
- Filip Bandžak, baritono ceco (Pardubice, n. 1983)

## Canottieri(1)
- Filip Adamski, canottiere tedesco (Breslavia, n. 1983)

## Cestisti(16)
- Filip Adamović, cestista bosniaco (Belgrado, n. 1988)
- Filip Bakoč, cestista macedone (Skopje, n. 1996)
- Filip Barna, cestista serbo (Subotica, n. 1999)
- Filip Barović, cestista montenegrino (Nikšić, n. 1990)
- Filip Bundović, cestista croato (Zagabria, n. 1994)
- Filip Čović, ex cestista serbo (Belgrado, n. 1989)
- Filip Dumić, cestista serbo (Čačak, n. 1990)
- Filip Dylewicz, ex cestista polacco (Bydgoszcz, n. 1980)
- Filip Kraljević, cestista croato (Mostar, n. 1989)
- Filip Krušlin, cestista croato (Zagabria, n. 1989)
- Filip Matczak, cestista polacco (Zielona Góra, n. 1993)
- Filip Petrušev, cestista serbo (Belgrado, n. 2000)
- Filip Put, cestista polacco (n. 1993)
- Filip Stanić, cestista tedesco (Berlino, n. 1998)
- Filip Videnov, ex cestista bulgaro (Sofia, n. 1980)
- Filip Zegzuła, cestista polacco (Radom, n. 1994)

## Ciclisti su strada(2)
- Filip Maciejuk, ciclista su strada polacco (Puławy, n. 1999)
- Filip Řeha, ciclista su strada ceco (Jeseník, n. 2001)

## Compositori di scacchi(1)
- Filip Bondarenko, compositore di scacchi ucraino (Tepikinskaya, n. 1905 - Dnipropetrovsk, † 1993)

## Filosofi(1)
- Filip Ivanović, filosofo e politico montenegrino (Podgorica, n. 1986)

## Fondisti(1)
- Filip Fjeld Andersen, fondista e ex biatleta norvegese (Nesodden, n. 1999)

## Fotografi(1)
- Filip Naudts, fotografo belga (n. 1968)

## Ginnasti(1)
- Filip Ude, ginnasta croato (Čakovec, n. 1986)

## Giocatori di football americano(12)
- Filip Jönsson, giocatore di football americano svedese (n. 1990)
- Filip Kovljenic, giocatore di football americano svizzero (Coira, n. 1997)
- Filip Miler, ex giocatore di football americano serbo (n. 1994)
- Filip Nedeljković, giocatore di football americano serbo (n. 1987)
- Filip Rilak, ex giocatore di football americano serbo
- Filip Turčinović, giocatore di football americano serbo (n. 1996)
- Filip Vezmar, ex giocatore di football americano serbo
- Filip Vlajić, ex giocatore di football americano e allenatore di football americano serbo (n. 1993)
- Filip Wetterberg, giocatore di football americano svedese (Örebro, n. 2000)
- Filip Zacok, giocatore di football americano finlandese (Poprad, n. 1996)
- Filip Đokić, giocatore di football americano serbo
- Filip Đorđević, ex giocatore di football americano serbo

## Hockeisti su ghiaccio(3)
- Filip Chlapík, hockeista su ghiaccio ceco (Praga, n. 1997)
- Filip Kuba, ex hockeista su ghiaccio ceco (Ostrava, n. 1976)
- Filip Novák, hockeista su ghiaccio ceco (České Budějovice, n. 1982)

## Mezzofondisti(2)
- Filip Ingebrigtsen, mezzofondista norvegese (Sandnes, n. 1993)
- Filip Sasínek, mezzofondista ceco (n. 1996)

## Nobili(1)
- Filip Fabricius, nobile ceco (Mikulov, n. 1570 - Praga, † 1632)

## Pallamanisti(1)
- Filip Jícha, ex pallamanista e allenatore di pallamano ceco (Starý Plzenec, n. 1982)

## Pallanuotisti(3)
- Filip Bonačić, pallanuotista jugoslavo (Spalato, n. 1911 - Villaco, † 1991)
- Filip Filipović, pallanuotista serbo (Belgrado, n. 1987)
- Filip Klikovać, pallanuotista montenegrino (Cattaro, n. 1989)

## Pallavolisti(1)
- Filip Gavenda, pallavolista slovacco (Púchov, n. 1996)

## Pentatleti(1)
- Filip Houška, pentatleta ceco (n. 2001)

## Pesisti(1)
- Filip Mihaljević, pesista e discobolo croato (Livno, n. 1994)

## Piloti motociclistici(1)
- Filip Salač, pilota motociclistico ceco (Mladá Boleslav, n. 2001)

## Pistard(1)
- Filip Prokopyszyn, pistard e ciclista su strada polacco (Zielona Góra, n. 2000)

## Politici(4)
- Filip De Man, politico e giornalista belga (Roeselare, n. 1955)
- Filip Dimitrov, politico bulgaro (Sofia, n. 1955)
- Filip Hristić, politico e diplomatico serbo (Belgrado, n. 1819 - Mentone, † 1905)
- Filip Vujanović, politico montenegrino (Belgrado, n. 1954)

## Pugili(1)
- Filip Hrgović, pugile croato (Zagabria, n. 1992)

## Rapper(1)
- Taco Hemingway, rapper polacco (Il Cairo, n. 1990)

## Sciatori alpini(7)
- Filip Forejtek, sciatore alpino ceco (Plzeň, n. 1997)
- Filip Platter, ex sciatore alpino svedese (n. 1997)
- Filip Steinwall, ex sciatore alpino svedese (n. 1997)
- Filip Trejbal, ex sciatore alpino ceco (Jilemnice, n. 1985)
- Filip Vennerström, ex sciatore alpino svedese (n. 1998)
- Filip Wahlqvist, sciatore alpino norvegese (n. 2001)
- Filip Zubčić, sciatore alpino croato (Zagabria, n. 1993)

## Sciatori freestyle(2)
- Filip Flisar, sciatore freestyle e ex sciatore alpino sloveno (Maribor, n. 1987)
- Filip Gravenfors, sciatore freestyle svedese (n. 2004)

## Scrittori(3)
- Filip David, scrittore serbo (Kragujevac, n. 1940 - Belgrado, † 2025)
- Filip Florian, scrittore e giornalista romeno (Bucarest, n. 1968)
- Filip Müller, scrittore slovacco (Sereď, n. 1922 - Mannheim, † 2013)

## Taekwondoka(1)
- Filip Grgić, taekwondoka croato (Zagabria, n. 1989)

## Tennisti(6)
- Filip Dewulf, ex tennista belga (Mol, n. 1972)
- Filip Horanský, tennista slovacco (Piešťany, n. 1993)
- Filip Krajinović, ex tennista serbo (Sombor, n. 1992)
- Filip Misolic, tennista austriaco (Graz, n. 2001)
- Filip Peliwo, tennista polacco (Vancouver, n. 1994)
- Filip Polášek, tennista slovacco (Zvolen, n. 1985)

## Triatleti(1)
- Filip Ospalý, triatleta ceco (Ústí nad Labem, n. 1976)

## Senza attività specificata(1)
- Filip Meirhaeghe, ex mountain biker e ciclista su strada belga (Gand, n. 1971)